# Спринтерское многоборье
Спринтерское многоборье — один из видов соревнований в скоростном беге на коньках.

## Правила соревнований
Согласно правилам Международного союза конькобежцев, соревнования проходят два дня, каждый день спортсмены соревнуются на двух дистанциях — 500 и 1000 метров. При подведении итогов вычисляется сумма результатов на обоих 500-метровых дистанциях плюс половина суммы результатов на обоих 1000-метровых дистанциях. Иными словами, количество очков, которое спортсмен получает за каждую дистанцию, равно среднему времени, за которое он на этой дистанции проходит 500 метров. Победителем считается тот, у кого указанная сумма меньше. Призовые и прочие места распределяются согласно вычисленной сумме в порядке её возрастания.

## История
Чемпионаты мира по спринтерскому многоборью в конькобежном спорте проводятся с 1972 года (в 1970-71 — чемпионаты мира ИСУ). Первыми чемпионами мира по спринтерскому многоборью стали советские спортсмены Валерий Муратов и Людмила Титова. Наибольшее количество золотых медалей на подобных чемпионатах среди советских и российских спортсменов (6) завоевал Игорь Железовский.

## Пример расчёта очков
В качестве примера приведён расчёт очков Стефана Гротхёйса на чемпионате мира в спринтерском многоборье 2012 года.
| №     | Дата       | Дистан- ция | Время, мин, с | Время, с | Очки    |
| ----- | ---------- | ----------- | ------------- | -------- | ------- |
| 1     | 28.01.2012 | 500 м       | 34,84         | 34,84    | 34,840  |
| 2     | 28.01.2012 | 1000 м      | 1.07,50       | 67,50    | 33,750  |
| 3     | 29.01.2012 | 500 м       | 34,74         | 34,74    | 34,740  |
| 4     | 29.01.2012 | 1000 м      | 1.06,98       | 66,98    | 33,490  |
| Сумма | Сумма      | Сумма       | Сумма         | Сумма    | 136,820 |